# Have Heart
Have Heart fue una banda straight edgehardcore punk formada en New Bedford, Massachusetts en el año 2002. El grupo grabó una primera demo que salió al mercado en 2003. En el año 2004 Have Heart sacó al mercado el que sería su debut como LP, "What Counts" y, posteriormente,  The Things We Carry (Bridge Nine Records), que llegó en el 2006. Sus LP más tardíos, como Songs To Scream At The Sun (Bridge Nine Records) cosecharon elogios tanto de la crítica en el mundo del Hardcore como de los aficionados, ganando el premio a 'álbum del año' en muchás páginas web orientadas al hardcore.
Las letras de Have Heart cubren una gran variedad de temas, desde la escena hardcore hasta temáticas que incluyen la propia imagen del grupo y su camino hacia la fama y la popularidad, los medios de comunicación, el estilo de vida straight edge, el autocontrol y el respeto, la lógica por encima de la violencia, la presión (sobre todo la presión de la juventud), la perseverancia, la autodestrucción, la amistad y la familia. Tales líricas han permitido tener una fuerza dominante en la escena del positive harcorde así como en el mundo del hardcore en general.
En 2015, la última formación de la banda encarnó Free, con un nuevo nombre -para así- dar pasos a bandas emergente. Lanzaron un demo en dicho año, y un EP Ex Tenebris en mayo del 2017. Adicionalmente, Patrick Flynn y Shawn Costa formarían el supergrupo Fiddlehead en 2014.
En febrero de 2019, la banda anunció una reunión para julio. Have Heart tocó ocho shows en Leeds, Boston, Los Ángeles y Cologne. A su vez, se lanzó el EP "Lions and Lambs" como una edición limitada en vinilo 7". Según Kei Yasui, la asistencia a su espectáculo al aire libre en Worcester fue de alrededor de 8560 personas.

## Historia
Parte del resurgimiento de la escena hardcore de Boston, Have Heart se formaron en 2002, alrededor de la línea principal del cantante Patrick Flynn, el guitarrista Ryan Hudon y el bajista Ryan Briggs, todos ellos provenientes de la ciudad costera de New Bedford. El trío se mudó a Boston después de graduarse en la escuela secundaria. Inicialmente trabajando con una plantilla giratoria de músicos locales, la banda debutó en su primer concierto en julio de 2003 y, en noviembre, su maqueta salió al mercado. La maqueta llamó la atención de Think Fast! Records, quien firmó un contrato con ellos para la salida al mercado de su EP What Counts? en 2004. 
En 2005 Have Heart cambiaron de discográfica y pasaron a formar parte del sello de Indie y Hardcore Bridge 9 Records y se sometieron a un cambio de componentes, con Kelley y Paling sustituidos por Kei Yasui y Shawn Brownies, respectivamente. Al año siguiente sacaron al mercado The Things We Carry, su primer LP. En 2007, la banda estuvo de gira por los Estados Unidos, Canadá y Europa
En 2008, la banda lanzó su segundo álbum de larga duración aún en el sello Bridge 9, Songs To Scream At The Sun, que alcanzó el puesto número 193 en Billboard top 200 y el número 16 en el ranking de Top Heatseekers.

### Separación
El 13 de mayo, el vocalista Patrick Flynn dijo al mundo que Have Heart se separarían después de la gira mundial que tenían programada, publicando un boletín en la cuenta de MySpace del grupo:
"Una vez llegado el otoño, no podemos hacer realmente nada para que sea de la forma que hubiéramos preferido nunca más. Conociendo este fecha de finalización de nuestra banda y teniendo una gira mundial ya programada, nos gustaría aprovechar la oportunidad de decir adiós a toda la gente que hemos conocido alrededor del mundo durante estos años.
Así que por favor, venid a vernos en los meses restantes de nuestro pequeño viaje alrededor del mundo. Hasta el momento, Asia ha sido una experiencia maravillosa y estamos muy contentos de haber tenido la oportunidad de conocer tanta gente amable y seguimos mirando hacia adelante para el resto de Asia.
Vamos a tocar nuestro último concierto el día 17 de Octubre, el 'Día Nacional del Straight Edge', de este año 2009, con un montón de nuestras bandas amigas y un fantástico huésped. Será en algún lugar de Boston. Parte de los beneficios que se obtengan irán a parar al refugio de la Mujer de New Bedfort, MA, a cargo de mi madre.
Han sido unos bonitos 7 años y nos gustaría agradecer a todos los chicos y bandas de hardcore únicos que nos hemos ido encontrando por el camino. Y en palabras de DFJ, gracias a todos los que han hablado mal por todo el material que nos han hecho conseguir. Pero realmente... Hemos encontrado a muchísimas personas maravillosas a quienes nunca vamos a olvidar.

Ha sido fantástico. Cuidaos mucho y esperamos veros en los próximos dos meses."

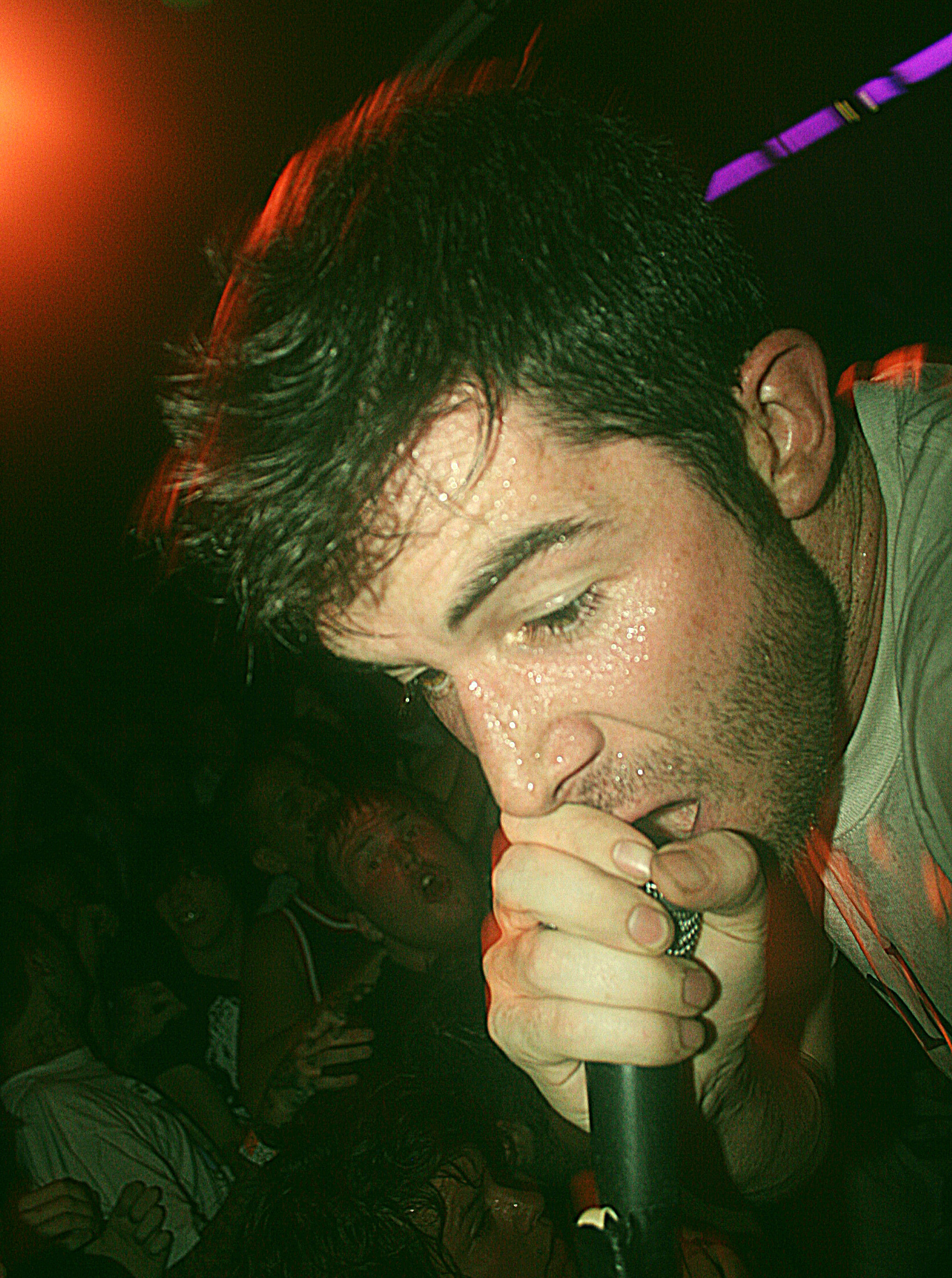
Flynn en el marco de la gira final de Have Heart, 2009.

El boletín recibió más de 400 comentario de parte de los fanes después de haber sido publicado.
La gira final de Have Heart cubrió los continentes más importantes, exceptuando la Antártida, con la banda Shipwreck de compañeros. Sin embargo, debido a una crisis familiar, Flynn estuvo ausente la primera semana de los conciertos de la gira europea. En esa ocasión, fue Sam Yarmouth de Triple B Records quien ocupó su lugar hasta que Flynn se reincorporó a la gira el 3 de julio en Wiesbaden, Alemania. El 13 de mayo, Have Heart anunciaron después de acabar su gira mundial y realizando un concierto final el 17 de octubre, el día Nacional del Straight Edge, en Massachusetts, que se separaban oficialmente.
El 25 de julio de 2009, Pat Flynn dijo a la audiencia y los fanes durante sus actuación en el Moshvalleyfest de Bélgica que podrían lanzar un último LP a finales de ese año.
Bridge Nine Records lanzó al mercado un álbum después de la separación del grupo de la grabación en vivo del último concierto de Have Heart, llamado 10.17.09, el 23 de noviembre de 2010. El lanzamiento incluía el concierto en formato CD y DVD en un solo paquete.

### Concierto final (2009)
El último concierto de Have Heart se situó en el ya mencionado Día Nacional del Straight Edge en 2009 en Revere, Massachusetts, junto con otras bandas straight edge como Bane. Muchos miembros de las bandas presentaros testimonios de cómo los miembros de Have Heart habían tenido una gran influencia en sus vidas y sus carreras musicales y también presentaron una serie de historias de los buenos momentos compartidos con los componentes de Have Heart. La última actuación de esta banda consistió en canciones de sus tres álbumes y duró aproximadamente una hora. La multitud realizó el típico Mosh e incluso se utilizaron tablas de body-board para 'surfear' por encima del público.La última canción que tocaron fue 'Watch me Rise', de su álbum "The Things We Carry". Posteriormente, Flynn permaneció en el escenario y una gran mayoría de la multitud lo rodeó en el escenario gritando y cantando "Have Heart", así como también hubo muchos fanes que gritaron sus testimonios personales sobre el significado de Have Heart en sus vidas. Esto duró más de 20 minutos. Patrick Flynn estimó que unas 1500 personas asistieron a este último concierto, mientras que Bridge Nine apostó por unas 2000. El espectáculo fue, en general, seguro, con la presencia de seguridad y de agentes de la policía. Las lesiones del mosh fueron mínimas y no hubo dusputas ni combates a lo largo de todo el espectáculo.

## Crítica
Have Heart cosechó muchos comentarios favorables de varias publicaciones. Songs To Scream At The Sun obtuvo un 4.0 (excelente) de parte de Sputnik Music, y un 4/5 de 5 de Punknews, luego fue incluido en el #11 como mejores álbumes del año 2008.

## Influencias
Según el vocalista Pat Flynn, la banda se formó con la intención de recrear el sonido de las bandas youth crew. Sin embargo, a medida que la banda progresaba, su composición evolucionó para ser más melódica. 
Sus influencias incluyen a Swiz, Turning Point, Inside Out, Crossed Out, Embrace, In My Eyes, y Count Me Out. Otras inspiraciones mencionadas son Deftones, Far, y Verbal Assault.

## Miembros
| Formación final - Patrick Flynn – voces (2002–2009; 2019) - Ryan Hudon – guitarras (2002–2009; 2019) - Kei Yasui – guitarras (2005–2009; 2019) - Austin Stemper – bajo (2019), guitarras (apoyo en vivo, 2009) - Shawn Costa – batería (2005–2009; 2019) | Miembros anteriores - Ryan Willis – guitarras (2002–2003) - Eric St. Jacques – guitarras (2002–2004) - Ben Kelly – guitarras (2004-2005) - Ryan Briggs – bajo (2002–2009) - Justin Paling – batería (2002-2005) |

## Discografía
| Año  | Título                                 | Chart | Chart   | Sello               |
| Año  | Título                                 | US    | US Heat | Sello               |
| ---- | -------------------------------------- | ----- | ------- | ------------------- |
| 2003 | Demo 2003 (7" EP)                      | —     | —       | Bottled Up Records  |
| 2004 | What Counts (7"/CD EP)                 | —     | —       | Think Fast! Records |
| 2006 | The Things We Carry                    | —     | —       | Bridge Nine Records |
| 2008 | You Can't Go Home Again (7" EP)        | —     | —       | Bridge Nine Records |
| 2008 | Songs to Scream at the Sun             | 193   | 16      | Bridge Nine Records |
| 2010 | 10.17.09 (álbum en vivo)               | —     | —       | Bridge Nine Records |
| 2010 | Live At Sound & Fury 2007 (7" en vivo) | —     | —       | Bridge Nine Records |
| 2012 | Straight Edge (7")                     | —     | —       | Bridge Nine Records |
| 2019 | Lions And Lambs (7")                   | —     | —       | Bridge Nine Records |
| ???? | We Were Supposed to Stay Young (DVD)   | —     | —       | Bridge Nine Records |

Bootlegs
- Live in Toronto tape, 2009.